# 67
67 (LXVII, na numeração romana) foi um ano comum do século I, do Calendário Juliano, da Era de Cristo, teve início a uma quinta-feira e terminou também a uma quinta-feira, e a sua letra dominical foi D.
| Ano completo                        |
| ----------------------------------- |
| Ano comum com início à quinta-feira |

## Eventos

### Império Romano
- Revolta de Caio Júlio Víndice, primeira de uma série delas que levaram à queda de Nero.
- Nero viaja à Grécia, onde participa dos Jogos Olímpicos e de outros festivais.
- Sardenha torna-se uma província romana.
- Segundo a tradição religiosa, o Apóstolo Paulo foi torturado e decapitado pelo Imperador Nero.

### Religião
- É eleito São Lino, 2º papa, que sucedeu São Pedro.

## Mortes
- 29 de Junho — São Pedro, discípulo de Jesus e 1º papa.